# Acta Societatis Botanicorum Poloniae
Acta Societatis Botanicorum Poloniae là một tạp chí khoa học được xuất bản bởi Hiệp hội Thực vật Ba Lan, dưới sự hỗ trợ của Bộ Khoa học và Giáo dục Đại học Ba Lan. Tạp chí được thành lập năm 1923, đây là tạp chí khoa học lâu đời nhất của khoa học thực vật ở Ba Lan. Tạp chí là nơi xuất bản các nghiên cứu trong lĩnh vực khoa học thực vật, bao gồm tiến hóa, sinh thái học, di truyền học, cấu trúc và phát triển thực vật, sinh lý và hóa sinh. Từ năm 2016, Tạp chí chỉ xuất bản trên bản điện tử, đến năm 2011, Tạp chí đã chuyển sang chế độ truy cập mở (Open access). Từ những năm 1970, các bài báo chỉ được xuất bản bằng tiếng Anh.

## Mã số xuất bản
ISSN: 2083-9480 (Bản điện tử)
eISSN: 0001-6977 (Bản in, trước năm 2016)
Nhà xuất bản: Hiệp hội thực vật Ba Lan

## Chỉ số ảnh hưởng
Các bài báo của Tạp chỉ nằm trong các danh mục sau:
- AGRICOLA
- AGRO
- Biological Abstracts
- BIOSIS Previews
- CAB Abstracts
- Chemical Abstracts
- Current Contents – Agriculture Biology & Environmental Sciences
- DOAJ
- EBSCO
- Google Scholar
- Microsoft Academic
- ProQuest
- Science Citation Index Expanded
- Scopus
- WorldCat

Chỉ số ảnh hưởng (Impact Factor-IF) năm 2019 là 1.086

## Ban biên tập

### Tổng biên tập
GS. TSKH Beata Zagórska-Marek, Khoa Khoa học Sinh học, Đại học Wrocław, Ba Lan

### Phó tổng biên tập
TSKH Edyta Gola, Khoa Khoa học Sinh học, Đại học Wrocław, Ba Lan
GS. TSKH Grzegorz Jackowski, Khoa Sinh học, Đại học Adam Mickiewicz ở Poznań, Ba Lan

## Hội đồng cố vấn khoa học
- Tiến sĩ Andrzej Bytnerowicz, Bộ Nông nghiệp Hoa Kỳ, Hoa Kỳ[3]
- Giáo sư Milan Chytrý, Khoa Khoa học, Đại học Masaryk, Cộng hòa Séc
- Giáo sư Judy Jernstedt, Khoa Khoa học Thực vật, Đại học California, Hoa Kỳ
- Tiến sĩ Krystyna Klimaszewska, Trung tâm Lâm nghiệp Laurentian, Canada
- Giáo sư Ewa Mellerowicz, Trung tâm Khoa học Thực vật Umeå (UPSC), Thụy Điển
- Giáo sư Zbigniew Mirek, Viện Thực vật học W. Szafer, Học viện Khoa học Ba Lan, Ba Lan
- Giáo sư Elżbieta Romanowska, Khoa Sinh học, Đại học Warsaw, Ba Lan
- Tiến sĩ Adam Rostański, Khoa Sinh học và Bảo vệ Môi trường, Đại học Silesia ở Katowice, Ba Lan
- Giáo sư Jan Jarosław Rybczyński, Vườn bách thảo của Học viện Khoa học Ba Lan - Trung tâm Bảo tồn Đa dạng Sinh học, Ba Lan